# Famille Avogadro
Pour les articles homonymes, voir Avogadro.
 (juillet 2024).
La famille Avogadro (ou Avogaro) est une famille patricienne de Venise

## Historique
Elle pourrait être une branche des Scaligeri, qui aurait acheté son nom de famille pour avoir été longtemps des avocats de l'évêque et de l'Église de Brescia.
Elle fut reçue dans le corps de noblesse de Venise en 1438 par une agrégation volontaire du Sénat, qui en revêtit Pietro Avogadro en le créant patricien et chevalier de l'étole d'Or. Ce gentilhomme titré de comte dans la ville de Brescia, l'avait défendu vaillamment et faisait balancer Milan en 1439 dans l'escarcelle de la république de Venise.
Louis XII, maître de Milan le ferait payer cher à la ville de Brescia, que Gaston de Foix-Nemours assiégea, prit et où le comte d'Avogadro trouva la mort.
Son fils Luigi Antonio Avogadro se retrouva en 1495 condottiere des vénitiens à la bataille de Fornoue contre les Français au siège de Novara. À l'occasion de la ligue de Cambrai, il offrit à la République 600 fantassins payés de ses propres deniers, mais en ayant été la cause du retour de Brescia sous domination vénitienne, il fut décapité avec ses fils Pietro et Francesco par les Français lors de leur récupération de la ville en 1512.
Matteo Avogadro est élu de la République, en 1533, pour être un des régulateurs lors de pourparlers à Trente de confins entre les états d'Autriche et de Venise.
Le comte Nazare Avogadro meurt comme capitaine de cuirasses pendant la guerre de Candie en Dalmatie.
Rizzardo sert dans les guerres de l'Allemagne et de Flandre et se battit victorieusement en duel avec le colonel Forgatz ; en 1632, il fut lieutenant colonel du général Piccolomini à la bataille de Lützen, dans laquelle le roi de Suède mourut, et dans lequel il fut grièvement blessé. De retour en Italie, il commanda comme général la cavalerie du duc de Parme contre les Espagnols et en 1635, il tomba sur le champ d'honneur à Valence

## Armes

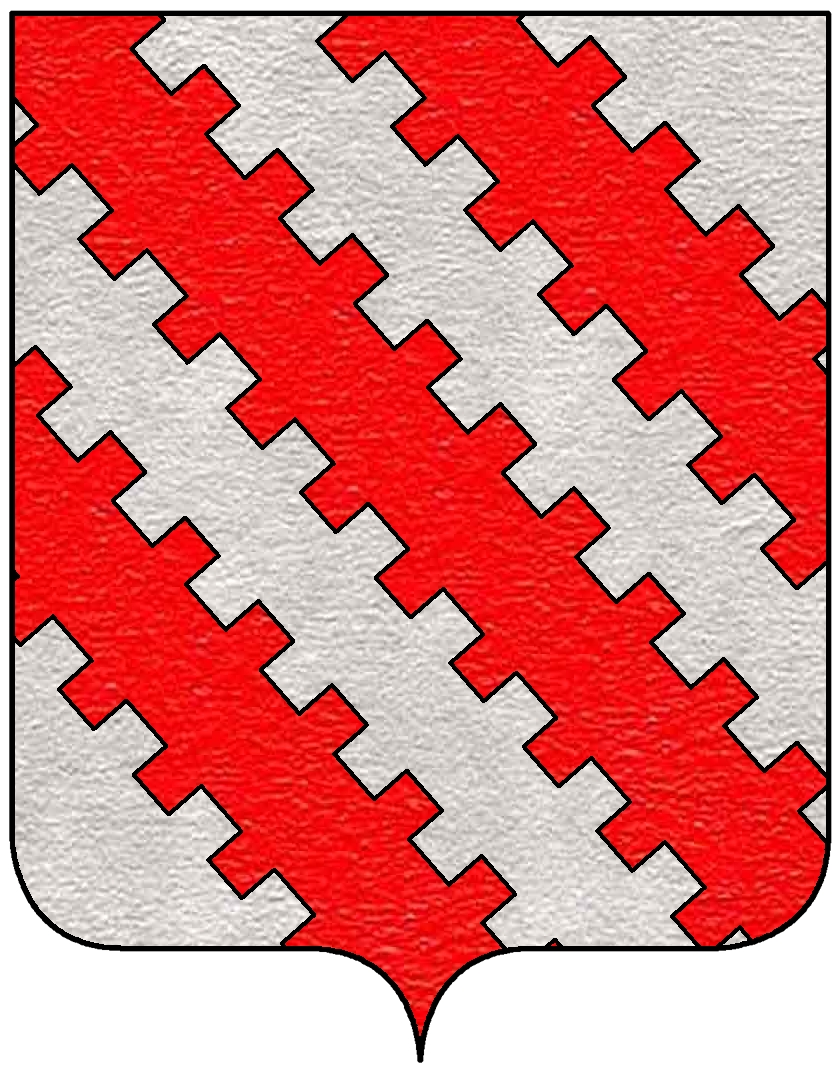
L'arme des Avogadro : argent à trois bandes crenelées de gueules de l'un et de l'autre côté.

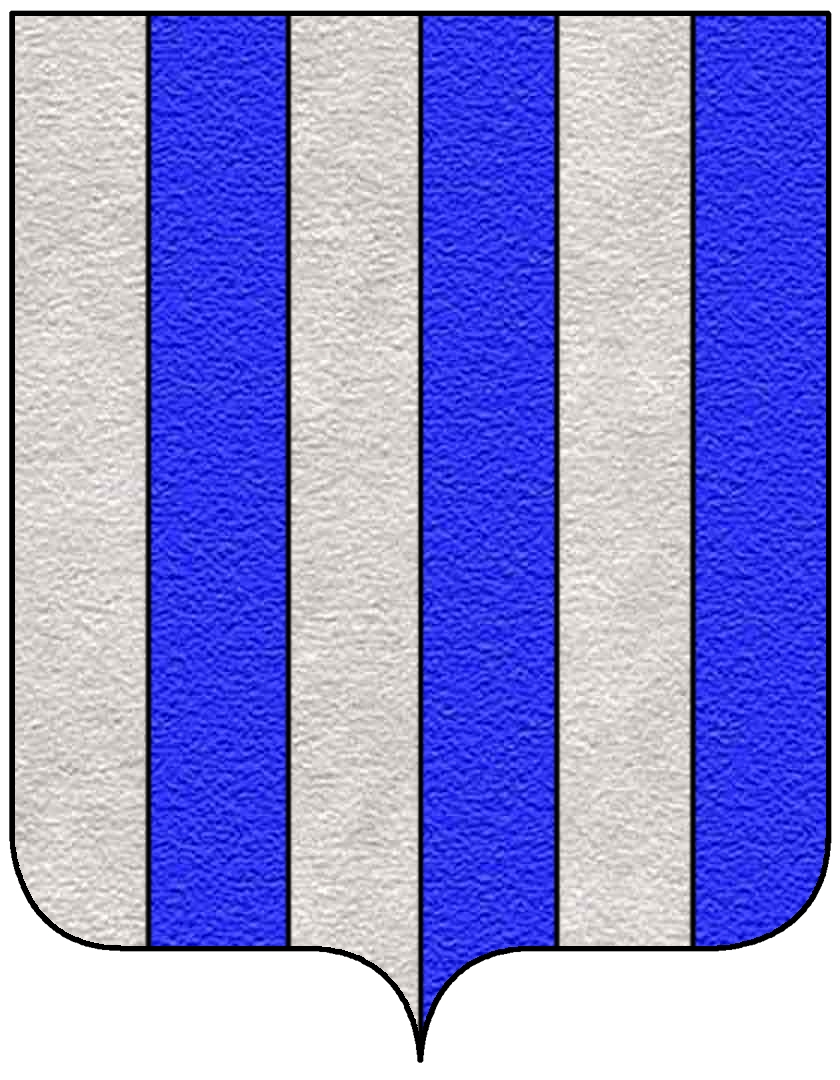
Pour distinguer les branches, ils ont varié le nombre de ces bandes et leur situation, certains les ayant posées en pal.

## Personnalités
- Alberto, poète latin du XVe siècle, auteur d'une élégie à l'adresse de Côme de Médicis ;
- Nestor-Denis, patrice novarrais [1] ;
- Lucia, femme poète italienne, célébrée par le Tasse au XVIe siècle[2];
- Ludovico, gentilhomme de Brescia, mort en 1512 en voulant délivrer sa ville du joug de Gaston de Foix;
- Pietro, (°Vérone, XVe siècle), auteur de Mémoires littéraires sur les hommes illustres de Vérone[3];
- Giovanni Andrea, jésuite et évêque de Vérone;
- Ambrogio, jurisconsulte de Brescia, défend sa patrie assiégée par ses écrits;
  - Gerolamo, son fils, mécène et homme de lettres, premier éditeur des œuvres architecturales de Vitruve.